# 2-я Новосибирская улица
2-я Новосибирская улица — магистральная улица в жилом районе «Вторчермет» Чкаловского административного района Екатеринбурга.

## История
Улица была образована в период между 1958 и 1963 годами.
В 2014 году планируется продлить улицу на юг, чтобы обеспечить транспортную связь с городом нового жилого района «Солнечный» и микрорайона «Патрушихинские пруды», которые предполагается построить к юго-западу от Вторчермета.

## Расположение и благоустройство
Улица проходит с северо-востока на юго-запад, начинается от пересечения с Палисадной улицей и заканчивается тупиком за Окружной улицей. Пересекается с Режимным переулком, Санаторной улицей, Малахитовым переулком и Эскадронной улицей. Слева (по нечётной стороне) на улицу выходят улицы Полдневая, Новосибирская, Аятский и Северские переулки, справа улица Умельцев.
Протяжённость улицы составляет около 2,3 км. Ширина проезжей части — около 12-14 м (по две полосы в каждую сторону движения). На протяжении улицы имеется 4 светофора (на перекрёстках с улицами Палисадной, Санаторной, Эскадронной) и один нерегулируемый пешеходный переход. Улица оборудована уличным освещением. Нумерация домов начинается от улицы Палисадной.

## Транспорт
Автомобильное движение на всей протяжённости улицы двустороннее.

### Наземный общественный транспорт
Улица является транспортной магистралью, связывающей центральную и южную части жилого района Вторчермет. По улице осуществляется автобусное движение (маршрут № 3), ходят маршрутные такси. Ближайшие к началу улицы остановки общественного транспорта — «Зенитчиков» и «Санаторная», к концу улицы — «Умельцев» и «2-я Новосибирская».

### Ближайшие станции метро
Действующих станций Екатеринбургского метрополитена поблизости нет. Проведение линий метро в район улицы не запланировано. Ближайшая станция 1-й линии Екатеринбургского метрополитена ( «Ботаническая») находится в 3,4 км к северо-востоку (по прямой).